# Regiunea Dolj

Regiunea Dolj în cadrul împărţirii administrative a României 1950-1952

Regiunea Dolj a fost o diviziune administrativ-teritorială situată în zona de sud-vest a Republicii Populare Române, înființată în anul 1950, când au fost desființate județele (prin Legea nr.5/6 septembrie 1950). Ea a existat până în anul 1952, când teritoriul său s-a unit cu cel al regiunii Gorj pentru a forma regiunea Craiova. 

## Istoric
Reședința regiunii a fost la Craiova, iar teritoriul său cuprindea până la reorganizarea din 1952 un teritoriu asemănător cu cel al actualului județ Dolj. 

## Vecinii regiunii Dolj
Regiunea Dolj se învecina:
- 1950-1952: la est cu regiunile Argeș și Teleorman, la sud cu Republica Populară Bulgară, la vest cu Republica Populară Bulgară și cu Republica Socialistă Federativă Iugoslavia, iar la nord cu regiunile Gorj și Vâlcea.

## Raioanele regiunii Dolj
Între 1950 și 1952, Regiunea Dolj cuprindea 10 raioane: Balș, Băilești, Calafat, Caracal, Corabia, Craiova, Cujmir, Gura Jiului, Plenița și Segarcea.